# Station Wetteren

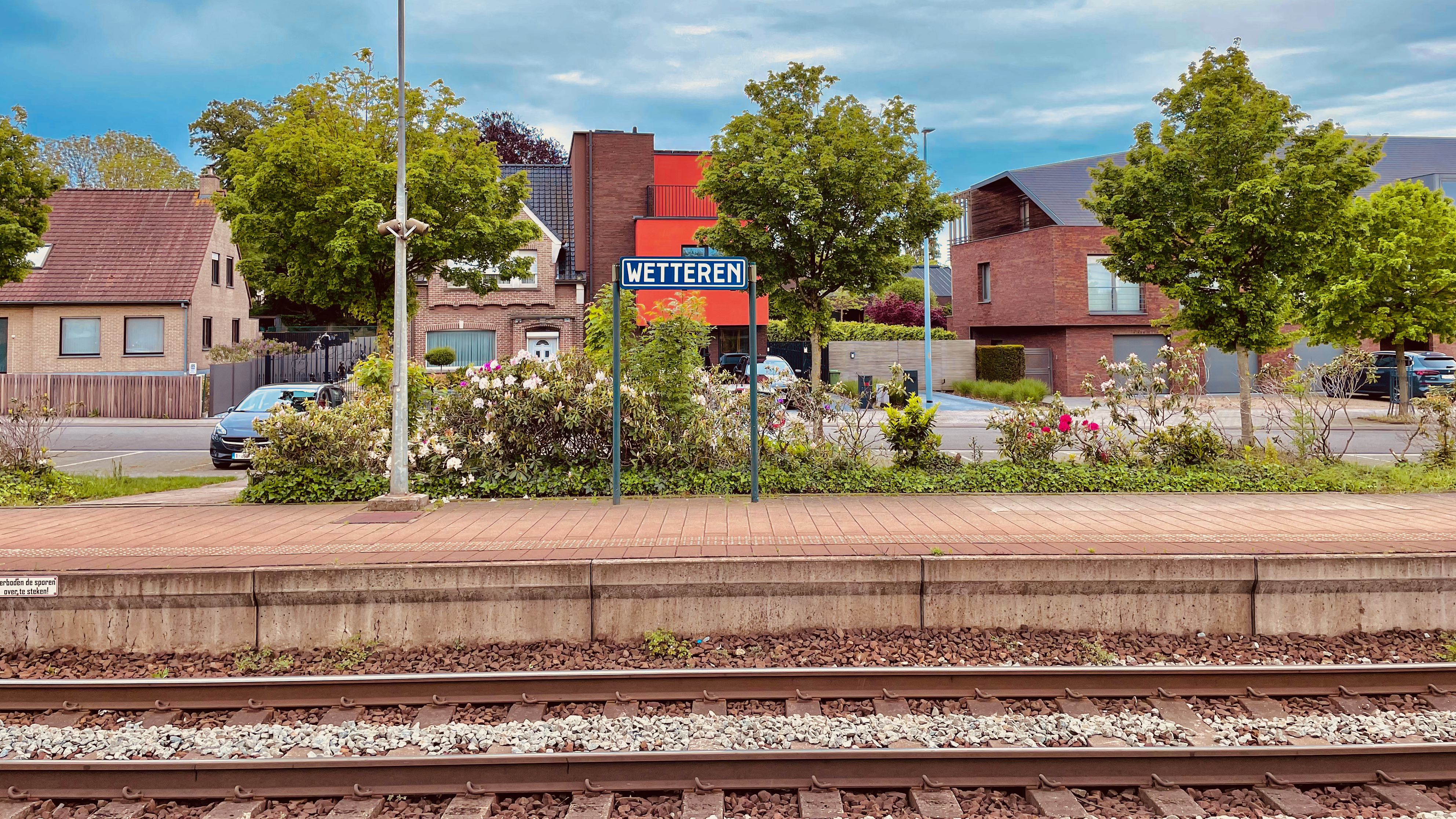
Plaatsnaambord op een perron

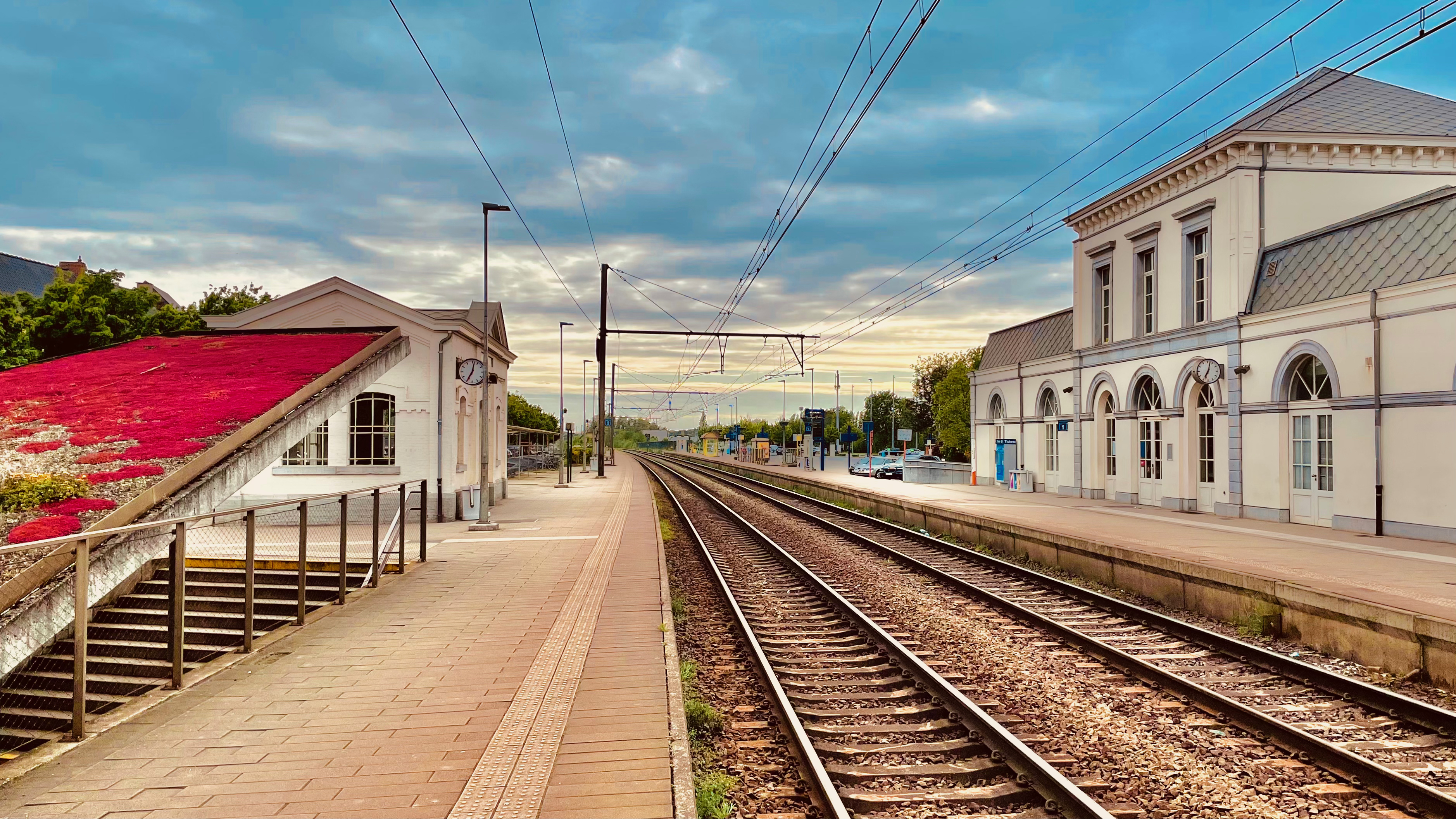
Zicht op de perrons

Station Wetteren is een spoorwegstation langs spoorlijn 50 (Brussel - Gent) in de gemeente Wetteren.
Het stationsgebouw is het derde oudste van België en ontstond langs de spoorlijn Mechelen - Gent. Het station is grondig gerenoveerd. In de laatste week van mei 2010 zijn de werken volledig afgerond en de officiële opening vond plaats op 4 juni van dat jaar.
Station Wetteren beschikt over een fietsenstalling, parking, gratis toiletten en een ruime wachtkamer met loketten.
Op het perron naar Gent (perron 2) toe is een authentiek wachthuisje aanwezig. Het werd, evenals de rest van het station, begin 2010 gerestaureerd. Op datzelfde perron bevindt zich verder een diensthuisje met een opvallende en kleurrijke muurschildering.
Om de sporen te kruisen zijn twee reizigerstunnels voorzien. Tevens is er verderop ook nog een oversteekbrug. De hoofdtunnel kan eveneens door fietsers gebruikt worden. Een voorwaarde is wel dat afgestapt dient te worden. De fietsenstallingen bevinden zich in de hellingen naar de tunnel toe. De ingang naar de tunnel en de daarbij behorende fietsenstallingen zijn overdekt door een afhellend dak. Op dat dak is door de firma IBIC een groendak gerealiseerd.
Gezien de ligging van het station is het mogelijk om met een key card te reizen naar de stations Aalst, Aalst-Kerrebroek, Dendermonde, Drongen, Erembodegem, Gentbrugge, Gent-Dampoort, Gent Sint-Pieters, Gontrode, Kwatrecht, Landskouter, Lede, Melle, Merelbeke, Moortsele, Oudegem, Scheldewindeke, Schellebelle, Schoonaarde, Serskamp, Sint-Gillis, Wichelen en Wondelgem.
Naast het station is een taxistandplaats, een kiss & ride en een busstation van De Lijn alwaar verschillende streekbussen vertrekken.
Sinds 1 maart 2024 zijn de loketten van dit station enkel in de week geopend tussen 7 en 14.15 uur.

## Treindienst
| Serie       | Treinsoort          | Route | Bijzonderheden |
| ----------- | ------------------- | --- | --- |
| IC 20       | Intercity (NMBS)    | Gent-Sint-Pieters – Wetteren – Aalst – Brussel-Zuid – [ Hasselt – Tongeren ] / [ Dendermonde – Lokeren ]         | Rijdt in het weekend Gent-Sint-Pieters - Lokeren.                                                                                                |
| IC 21       | Intercity (NMBS)    | Gent-Sint-Pieters – Wetteren – Mechelen – Leuven                                                                 | Rijdt in het weekend Mechelen - Leuven. |
| IC 29       | Intercity (NMBS)    | [ De Panne – ] Gent-Sint-Pieters – Wetteren – Aalst – Brussel-Zuid – Brussels Airport-Zaventem – Leuven – Landen | Rijdt in het weekend De Panne - Brussel-Noord.                                                                                                   |
| L 550       | L-trein (NMBS)      | Mechelen – Dendermonde – Wetteren – Gent-Sint-Pieters – Brugge – [ Zeebrugge-Strand ] / [ Zeebrugge-Dorp ]       | Rijdt in het weekend tussen Zeebrugge-Strand - Gent-Sint-Pieters. Rijdt enkel in juli en augustus in de week tussen Zeebrugge-Strand - Mechelen. |
| L 850       | L-trein (NMBS)      | Mechelen – Dendermonde – Wetteren – Gent-Sint-Pieters – Kortrijk                                                 | Rijdt alleen in het weekend. |
| P 7010/8010 | Piekuurtrein (NMBS) | [ Gent-Sint-Pieters – ] / [ Sint-Niklaas – Gent-Dampoort – ] Wetteren – Brussel-Zuid – Schaarbeek                | Rijdt alleen op werkdagen. Een trein vanaf Sint-Niklaas.                                                                                         |
| P 7970/8970 | Piekuurtrein (NMBS) | Geraardsbergen – Denderleeuw – Wetteren – Gent-Sint-Pieters                                                      | Rijdt alleen op werkdagen. |
| P 8890      | Piekuurtrein (NMBS) | Poperinge – Ieper – Kortrijk – Gent-Sint-Pieters – Wetteren – Mechelen – Leuven – Sint-Joris-Weert               | Een trein op zondagavond. |

## Busdienst
| Busnummer | Verbinding                                               |
| --------- | -------------------------------------------------------- |
| 45        | Wetteren - Sint-Lievens-Houtem - Zottegem                |
| 46        | Wetteren - Sint-Lievens-Houtem - Oosterzele - Zottegem   |
| 27        | Gent-Sint-Pieters - Heusden - Dendermonde                |
| 28        | Gent-Sint-Pieters - Melle - Dendermonde                  |
| 58        | Wetteren - Serskamp - Wanzele - Lede - Hofstade - Aalst  |
| 59        | Wetteren - Oordegem - Smetlede - Lede - Hofstade - Aalst |
| 37        | Wetteren - Kalken - Overmere - Lokeren                   |
| 34        | Wetteren - Gent - Sint-Martens-Latem - De Pinte          |

## Reizigerstellingen
De grafiek en tabel geven het gemiddeld aantal instappende reizigers weer op een week-, zater- en zondag.
| Tabel: aantal instappende reizigers station Wetteren | Tabel: aantal instappende reizigers station Wetteren | Tabel: aantal instappende reizigers station Wetteren | Tabel: aantal instappende reizigers station Wetteren |
|                                                      | Weekdag                                              | Zaterdag                                             | Zondag                                               |
| ---------------------------------------------------- | ---------------------------------------------------- | ---------------------------------------------------- | ---------------------------------------------------- |
| 1977                                                 | 2 171                                                | 498                                                  | 418                                                  |
| 1978                                                 | 2 265                                                | 487                                                  | 374                                                  |
| 1979                                                 | 2 351                                                | 456                                                  | 399                                                  |
| 1980                                                 | 2 230                                                | 459                                                  | 429                                                  |
| 1981                                                 | 2 241                                                | 464                                                  | 433                                                  |
| 1982                                                 | 2 073                                                | 437                                                  | 298                                                  |
| 1983                                                 | 2 027                                                | 437                                                  | 313                                                  |
| 1984                                                 | 2 177                                                | 467                                                  | 369                                                  |
| 1985                                                 | 2 235                                                | 554                                                  | 448                                                  |
| 1986                                                 | 2 146                                                | 459                                                  | 407                                                  |
| 1987                                                 | 2 115                                                | 431                                                  | 492                                                  |
| 1988                                                 | 2 162                                                | 387                                                  | 394                                                  |
| 1989                                                 | 2 001                                                | 455                                                  | 352                                                  |
| 1990                                                 | 2 187                                                | 514                                                  | 473                                                  |
| 1991                                                 | 2 233                                                | 566                                                  | 477                                                  |
| 1992                                                 | 2 297                                                | 482                                                  | 439                                                  |
| 1993                                                 | 2 530                                                | 406                                                  | 441                                                  |
| 1994                                                 | 1 957                                                | 569                                                  | 398                                                  |
| 1995                                                 | 1 885                                                | 443                                                  | 450                                                  |
| 1996                                                 | 2 265                                                | 615                                                  | 537                                                  |
| 1997                                                 | 2 130                                                | 547                                                  | 435                                                  |
| 1998                                                 | 2 174                                                | 593                                                  | 462                                                  |
| 1999                                                 | 2 049                                                | 585                                                  | 398                                                  |
| 2000                                                 | 2 010                                                | 740                                                  | 548                                                  |
| 2001                                                 | 2 228                                                | 590                                                  | 410                                                  |
| 2002                                                 | 2 006                                                | 778                                                  | 602                                                  |
| 2003                                                 | 1 979                                                | 630                                                  | 519                                                  |
| 2004                                                 | 2 071                                                | 606                                                  | 495                                                  |
| 2005                                                 | 2 140                                                | 700                                                  | 505                                                  |
| 2006                                                 | 2 073                                                | 768                                                  | 530                                                  |
| 2007                                                 | 2 345                                                | 708                                                  | 710                                                  |
| 2008                                                 | -                                                    | -                                                    | -                                                    |
| 2009                                                 | 2 225                                                | 919                                                  | 668                                                  |
| 2010                                                 | -                                                    | -                                                    | -                                                    |
| 2011                                                 | -                                                    | -                                                    | -                                                    |
| 2012                                                 | 2 401                                                | 875                                                  | 774                                                  |
| 2013                                                 | 2 396                                                | 797                                                  | 787                                                  |
| 2014                                                 | 2 842                                                | 822                                                  | 901                                                  |
| 2015                                                 | 2 499                                                | 609                                                  | 555                                                  |
| 2016                                                 | 2 400                                                | 795                                                  | 754                                                  |
| 2017                                                 | 2 599                                                | 891                                                  | 884                                                  |
| 2018                                                 | 2 489                                                | 939                                                  | 832                                                  |
| 2019                                                 | 2 535                                                | 930                                                  | 827                                                  |
| 2020                                                 | 1 560                                                | 651                                                  | 637                                                  |
| 2021                                                 | -                                                    | -                                                    | -                                                    |
| 2022                                                 | 2 361                                                | 1 123                                                | 1 041                                                |
| 2023                                                 | 2 712                                                | 808                                                  | 666                                                  |
| 2024                                                 | 2 483                                                | 1 146                                                | 1 021                                                |

## Foto's

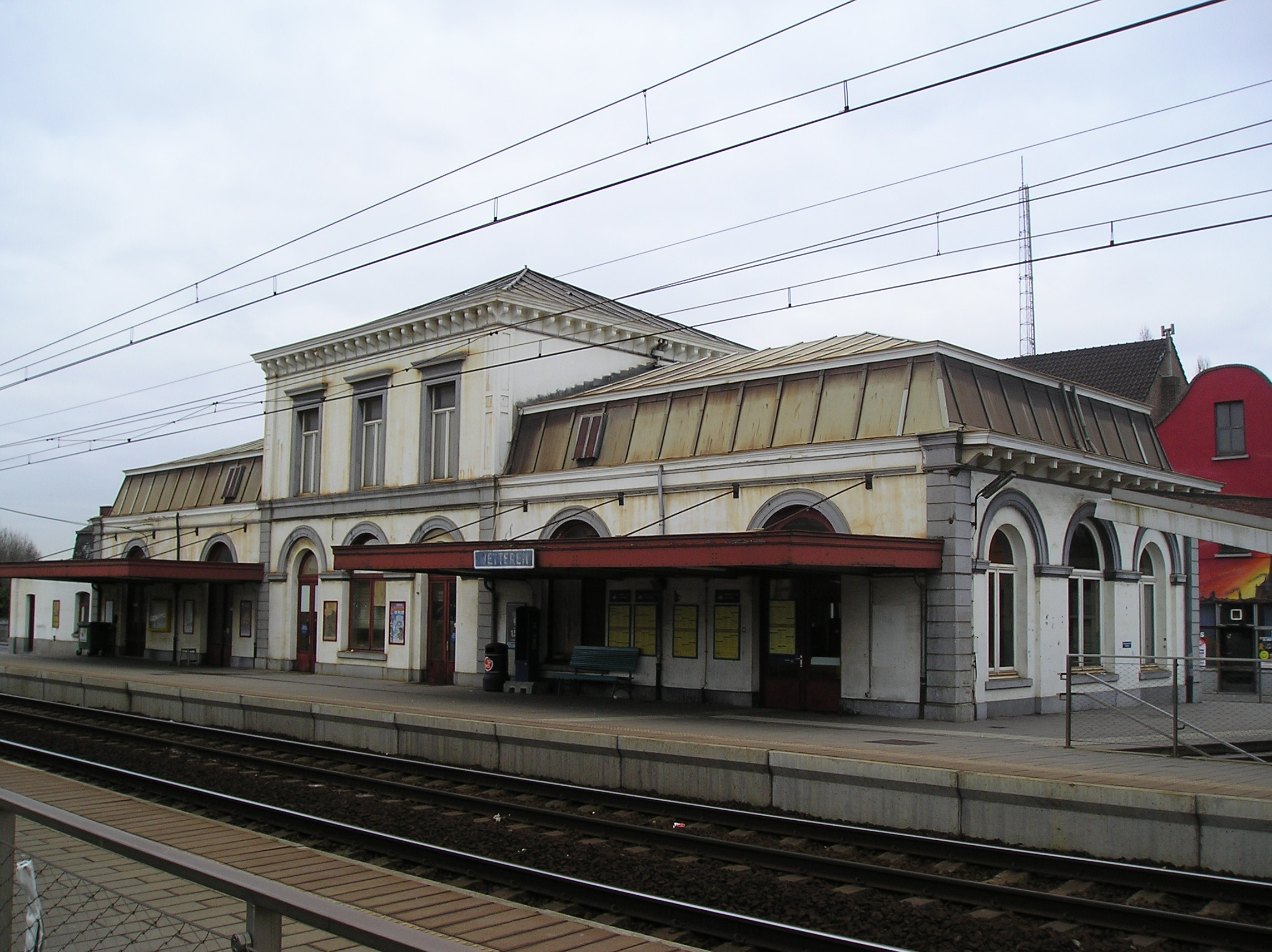
Stationsgebouw voor de renovatie
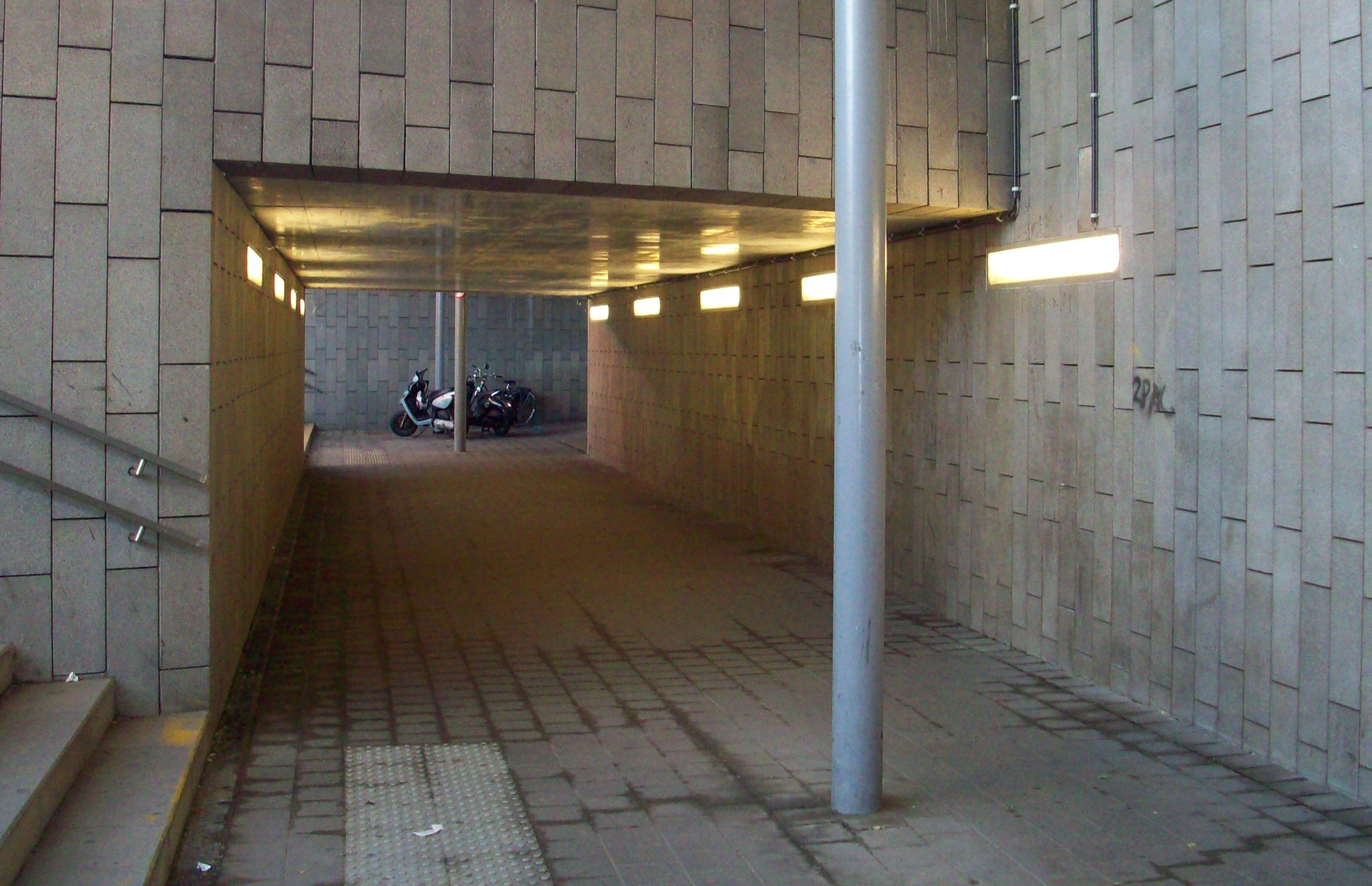
Verbindingsgang onder de sporen
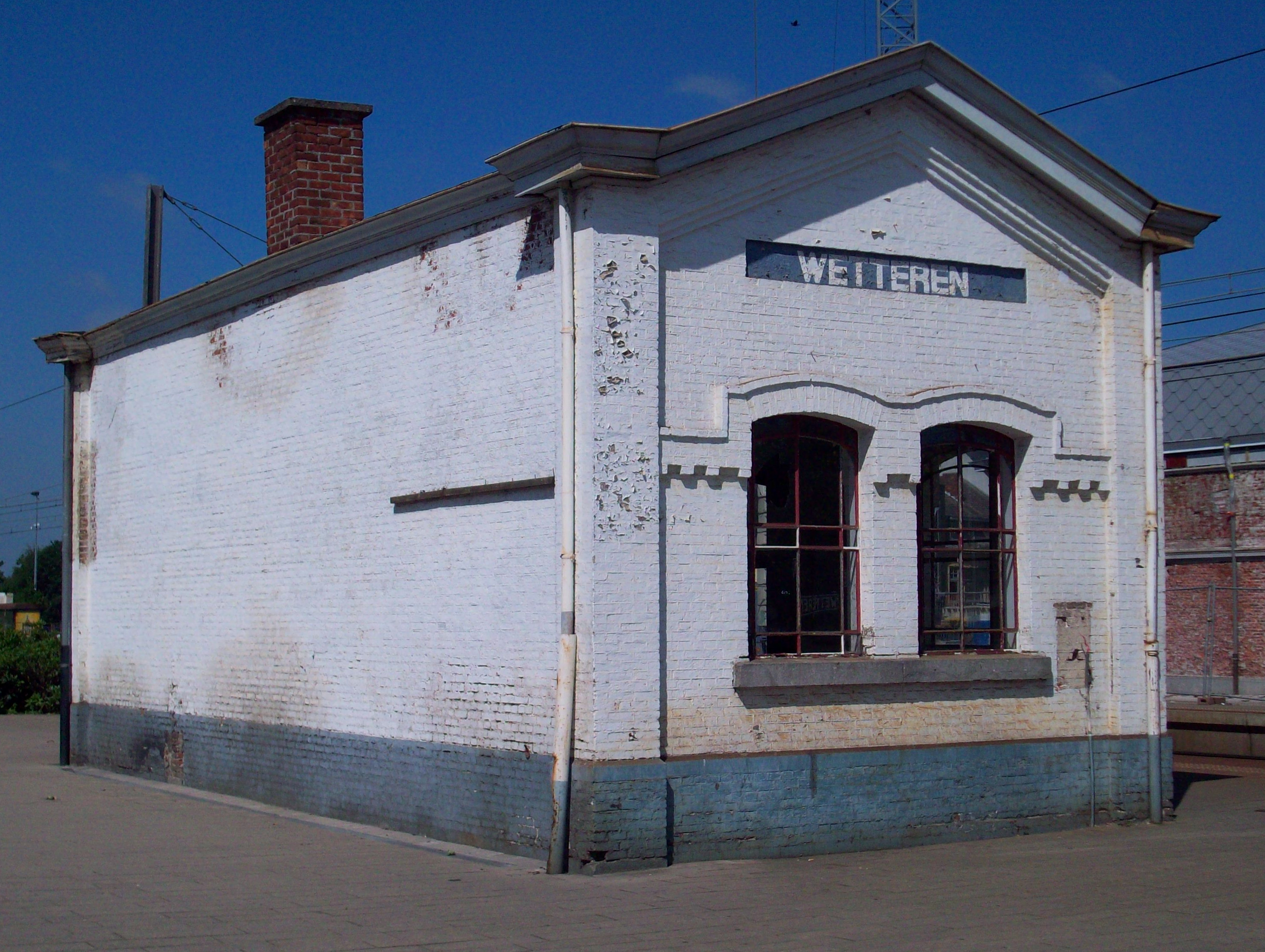
Wachthuisje voor renovatie
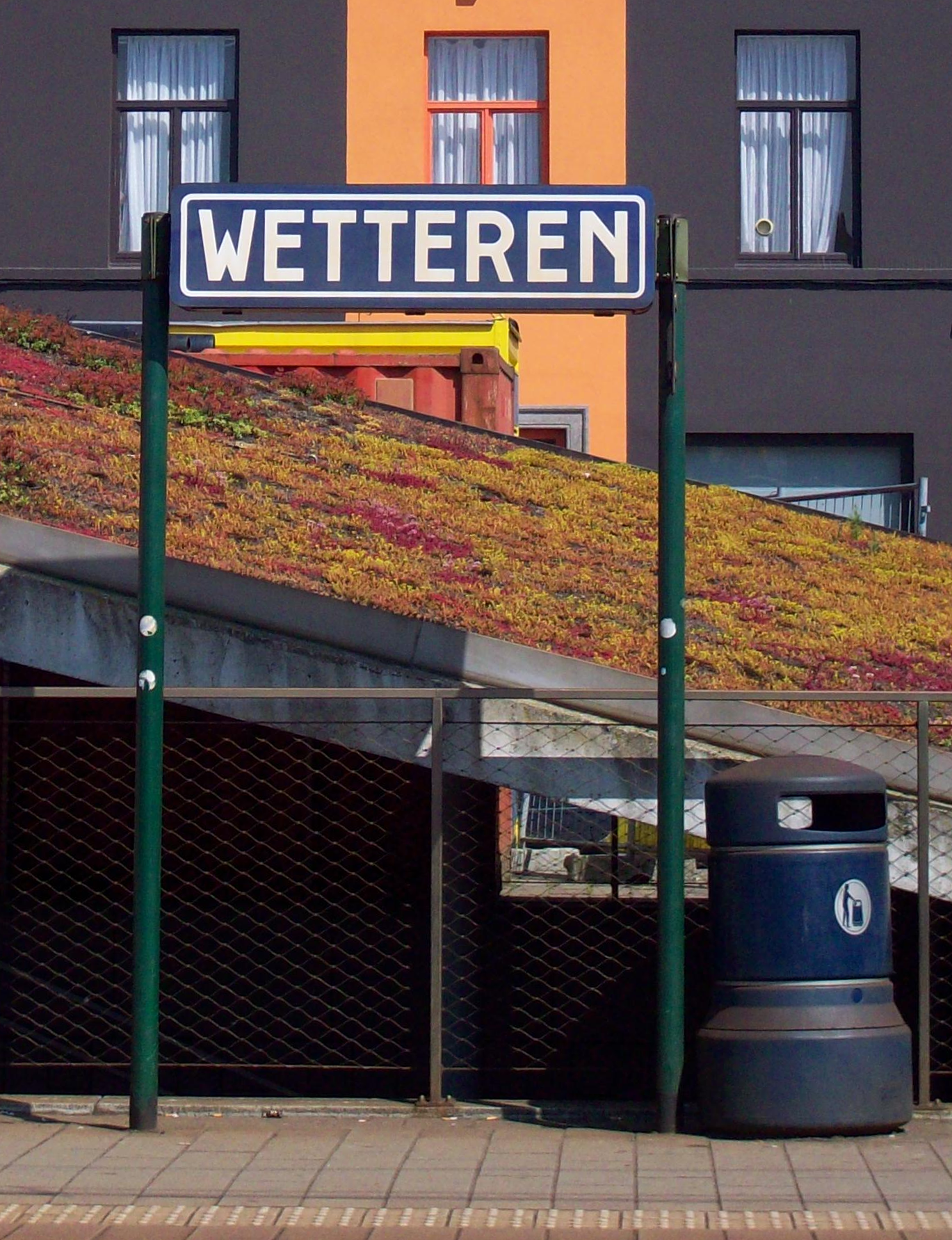
Naambord station Wetteren

0,0: Brussel-Noord ·
1,0: Koninklijk Station ·
2,4: Laken ·
3,2: Bockstael ·
4,1: Jette ·
7,6: Sint-Agatha-Berchem ·
8,9: Groot-Bijgaarden ·
11,0: Dilbeek ·
13,7: Sint-Martens-Bodegem ·
15,6: Ternat-Brusselsesteenweg ·
16,7: Ternat ·
20,3: Essene-Lombeek ·
21,9: Liedekerke ·
23,8: Denderleeuw ·
26,7: Erembodegem ·
29,7: Aalst ·
34,5: Lede ·
37,0: Serskamp ·
40,3: Schellebelle ·
43,1: Wetteren ·
46,9: Kwatrecht ·
49,5: Melle ·
52,6: Merelbeke ·
Ledeberg ·
55,6: Gent-Sint-Pieters